# Karłaniurt (osiedle przy stacji)
Karłaniurt (ros. Карланюрт) – osiedle przy stacji w Rosji, w Dagestanie, w rejonie chasawiurckim. W 2010 liczyło 2249 mieszkańców, głównie Awarów.